# Eggebæk
Eggebæk (dansk) eller Eggebek (tysk) er en landsby og kommune beliggende få kilometer syd for Flensborg ved Trenen i Sydslesvig. Administrativt hører kommunen under Slesvig-Flensborg kreds i den nordtyske delstat Slesvig-Holsten. Kommunen samarbejder på administrativt plan med andre kommuner i omegnen i Eggebæk kommunefællesskab (Amt Eggebek). Med under kommunen hører Eggebæk-Nørremark, -Vestermark og Tydal (Tüdal). Landsbyen er sogneby i Eggebæk Sogn. Sognet lå i Ugle Herred (Flensborg Amt, Sønderjylland), da området tilhørte Danmark.

## Geografi
Landsbyen er beliggende ved Trenen på den sydslesvigske midtslette. På Trenens modsatte side ligger nabo-byen Langsted. Syd for Eggebæk ligger skovområdet Byskov.

## Historie
Stednavnet dukker første gang op i skriftlige kilder i 1352 som Egbek og henviser til et kant, skrænt eller grænse (sml. oldn. egg, glda. æg for rand, kant). Stednavnet beskriver altså en mellem høje skrænter eller ved en grænse løbende bæk og den ved samme liggende by (sml. oldnordisk Eggjarbekki). På sønderjysk kaldes byen Echbæk.
Eggebæks romanske kirke er fra omkring år 1200. I kirken findes blandt andet en altertavle fra begyndelsen af 1600-tallet. Kirkens ældste inventarstykke er dens kalkstensdøbefont.

## Tydal
I den naturfredede Trenedal Tydal ved siden af byen oprettede Dansk Spejderkorps Sydslesvig i 1960'erne spejdercentret Tydal. Tydal ligger direkte ved Angelbovejens vadested over Trenen. Spejdercentrets hovedbygning er en slesvigsk udflyttergård fra 1863. Desuden er der oprettet flere hytter omkring. Hele området er på godt 75 hektar.
Tydal er første gang nævnt 1543. Stednavnet Tydal er afledt af enten personnavnet Tyde (sml. oldnordisk þjoð for stor og anselig, sml. også þjodland) eller beskriver en frugtbar dal (sml. olddansk thiu, oldnordisk þjō for fed), det kunne måske hentyde til de frugtbare enge langs Trenen.

## Kendte
Den dansk-sydslesvigske politiker Hermann Clausen (1885–1962) er født i Eggebæk.